# Kapitulacje osmańskie
Kapitulacje osmańskie – seria umów międzynarodowych zawartych przez Francję z Imperium Osmańskim, mających za przedmiot wewnętrzne stosunki wyznaniowe w państwie osmańskim. Umowy te zawarli najpierw Franciszek I w 1536, następnie odnowił je Ludwik XIV w 1673 i jeszcze raz Ludwik XV w 1740. W umowach tych sułtanowie osmańscy: 
- gwarantowali wolność religijną katolikom zamieszkałym na terenach podległych władzy Osmanów,
- uznawali (w pewnym zakresie) jurysdykcję francuskiego ambasadora w Konstantynopolu nad osmańskimi katolikami,
- zgadzali się na swobodny dostęp pielgrzymów z Zachodu do miejsc świętych w Jerozolimie i pozostałej części Palestyny,
- udzielali francuskim franciszkanom wyłączności w zarządzie miejscami świętymi w Palestynie.

Protektorat ze strony Francji znacznie polepszał sytuację katolików w stosunku do wiernych pozostałych wyznań chrześcijańskich mieszkających pod władzą turecką, którzy byli zdani na łaskę sułtana i lokalnych władz osmańskich. Pośrednio więc kapitulacje osmańskie stały się czynnikiem popychającym wiernych kościołów wschodnich do unii z kościołem rzymskokatolickim.
W miarę upływu czasu (i słabnięcia Imperium Osmańskiego) kapitulacji przybywało - sułtanat udzielał ich pozostałym mocarstwom zachodnioeuropejskim (Wielkiej Brytanii, Austrii). Efektem było wyjęcie spod władzy osmańskiej coraz większej liczby mieszkańców imperium, zwłaszcza pochodzących z Europy. Ponadto sułtanat udzielał państwom zachodnioeuropejskim przywilejów podatkowych i celnych. 
W obliczu starć katolicko-prawosławnych w Ziemi Świętej w 1847, w 1852 ówczesny prezydent Francji Ludwik Napoleon jeszcze raz odnowił kapitulacje osmańskie. Wobec sprzeciwu cara Rosji, który uważał się za jedynego obrońcę chrześcijaństwa w Turcji i miał podobne prawa zagwarantowane traktatem w Kuczuk-Kajnardżi, doszło do napięcia w stosunkach francusko-rosyjskich, które zaowocowało wybuchem wojny krymskiej.